# Nguiguis
Nguiguis fou una població del Senegal al nord-est de Dakar, al departement de Tivaouane de la regió de Thies. Fou una de les capitals del regne del Cayor.
Avui dia està classificada com a lloc històric junt amb la població de Soughère, una altra capital secundària del Cayor. El gener de 1864 Faidherbe va reunir tres columnes a Nguiguis que el dia 12 van derrotar a Loro a Lat Dior.